# VETELGYUS
『VETELGYUS』（ヴェテルギウス）は、GALNERYUSの9枚目のオリジナル・アルバム。

## 概要
オリジナルアルバムとしては『ANGEL OF SALVATION』以来2年ぶりとなる作品であり、現在のラインナップでの作品としては4枚目となる。
タイトルの由来は、オリオン座の1等星の名前であるベテルギウス。楽曲のテーマも、Syu曰く「「冬」や「星」を感じさせる」ものとなっている。
インストゥルメンタル曲が3曲、歌入りの楽曲が9曲収録されている。歌入りの楽曲のうち、全編英語詞の楽曲が3曲、日本語詞の楽曲が6曲収録されており、GALNERYUSのアルバムで全編英語詞の楽曲数が日本語詞の楽曲数より少ないのは本作が初である。
初回限定盤には、2014年4月27日に行われた『"WELCOME TO OUR EVOLVING IRONHEART !" TOUR 2014』Zepp Tokyo公演より、11曲をピックアップし収録したBlu-rayと、2014年7月に開催したヨーロッパツアーの模様を収録した48ページのフォトブックを付属している。また、通常盤には、オリジナルポスターが付属している。
全12曲のうち、「REDSTAR RISING」「THE VOYAGE」以外の10曲は演奏時間が5分超え、さらに総収録時間は『REINCARNATION』以来の70分超えの大作である。

## 収録曲
| #         | タイトル                              | 作詞           | 作曲      | 時間  |
| --------- | ------------------------------------- | -------------- | --------- | ----- |
| 1.        | 「REDSTAR RISING」                    | (instrumental) | Syu       | 1:30  |
| 2.        | 「ENDLESS STORY」                     | Syu            | Syu       | 6:13  |
| 3.        | 「THERE'S NO ESCAPE」                 | SHO            | Syu       | 5:19  |
| 4.        | 「ULTIMATUM」                         | SHO            | Syu       | 5:29  |
| 5.        | 「ENEMY TO INJUSTICE」                | SHO、TAKA      | YUHKI     | 7:20  |
| 6.        | 「THE JUDGEMENT DAY (VETELGYUS MIX)」 | Syu            | Syu       | 7:42  |
| 7.        | 「VETELGYUS」                         | (instrumental) | Syu       | 8:06  |
| 8.        | 「ATTITUDE TO LIFE」                  | SHO            | Syu       | 5:59  |
| 9.        | 「SECRET LOVE」                       | SHO            | YUHKI     | 6:58  |
| 10.       | 「THE GUIDE」                         | TAKA           | Syu       | 5:14  |
| 11.       | 「I WISH」                            | Syu            | Syu       | 6:29  |
| 12.       | 「THE VOYAGE」                        | (instrumental) | Syu       | 4:58  |
| 合計時間: | 合計時間:                             | 合計時間:      | 合計時間: | 71:17 |

| #   | タイトル                   | 作詞 | 作曲・編曲 |
| --- | -------------------------- | ---- | ---------- |
| 1.  | 「THE JUDGEMENT DAY」      |      |            |
| 2.  | 「LONELY AS A STRANGER」   |      |            |
| 3.  | 「WINNING THE HONOR」      |      |            |
| 4.  | 「FUTURE NEVER DIES」      |      |            |
| 5.  | 「絆」                     |      |            |
| 6.  | 「HALL OF SHAME」          |      |            |
| 7.  | 「SHIVER」                 |      |            |
| 8.  | 「ALONE」                  |      |            |
| 9.  | 「CAN'T LIVE WITHOUT YOU」 |      |            |
| 10. | 「BASH OUT!」              |      |            |
| 11. | 「THE PROMISED FLAG」      |      |            |

### 曲解説
1. REDSTAR RISING
インストゥルメンタル曲。
2. ENDLESS STORY
前曲と繋がっている。
Syuがソロ名義で2016年に発表したアルバム『YOU PLAY HARD』にリレコーディングされてインストゥルメンタル曲として収録された。
3. THERE'S NO ESCAPE
ミュージック・ビデオが制作された。
4. ULTIMATUM
5. ENEMY TO INJUSTICE
6. THE JUDGEMENT DAY (VETELGYUS MIX)
2013年に行われた「ARISING THE IRONHEARTED FLAG」ツアーの特典CDに収録されていた楽曲。本作に収録されるにあたり、リレコーディングされた。
7. VETELGYUS
インストゥルメンタル曲。
演奏時間が8分超えであり、GALNERYUSのインストゥルメンタル曲の中では最も演奏時間が長い。
8. ATTITUDE TO LIFE
日本テレビ系列アニメ『曇天に笑う』エンディングテーマ。シングルカットされ、2014年12月3日にリリースされた[9]。
シングルに収録された音源は、本作に収録されたものとは異なるミックスの音源である[9]。
9. SECRET LOVE
10. THE GUIDE
11. I WISH
12. THE VOYAGE
インストゥルメンタル曲。